# Hempenserpoldermolen
De Hempenserpoldermolen (Fries: Hempenserpoldermûne) is een poldermolen ongeveer anderhalve kilometer ten noorden van het Friese dorp Warga, dat in de Nederlandse gemeente Leeuwarden ligt.

## Beschrijving
De Hempenserpoldermolen is een maalvaardige grondzeiler, die vroeger voorzien was van zelfzwichting. Hij werd in 1863 gebouwd voor de bemaling van de in 1784 drooggelegde Hempensermeer. In 1955 verloor hij deze functie, waarna het polderbestuur de molen "op afbraak" te koop aanbood. Omdat dit in strijd was met de molenverordening, kreeg het daarvoor echter van de provincie Friesland geen toestemming. Gedeputeerde Staten adviseerde de gemeente de molen over te nemen. Dat gebeurde in 1959, toen de molen voor twee gulden aan de gemeente werd verkocht, op voorwaarde dat de in 1953 voor de aandrijving van de vijzel in de molen geplaatste dieselmotor niet zou worden verwijderd. In 1985 brandde de naast de molen gelegen molenaarswoning af. Een jaar later werd de dieselmotor vervangen door een elektromotor, waarmee sindsdien gecombineerd kan worden gemalen.